# Parasambonia
Parasambonia is een geslacht van kreeftachtigen uit de klasse van de Ichthyostraca.

## Soorten
- Parasambonia bridgesi Stunkard & Gandal, 1968
- Parasambonia minor Riley & Self, 1982